# Film greci proposti per l'Oscar al miglior film straniero
Nel corso degli anni, alcuni film greci sono stati candidati al Premio Oscar nella categoria miglior film straniero.
La Grecia ha avuto 5 nomination senza vincere neanche una statuetta.
| Anno | Film                                                | Regia                  | Risultato     |
| ---- | --------------------------------------------------- | ---------------------- | ------------- |
| 1958 | Il lago dei desideri (I limni ton pothon)           | Giorgos Zervos         | Non candidato |
| 1963 | Elettra (Elektra)                                   | Michael Cacoyannis     | Candidato     |
| 1964 | Frine e le compagne (Ta kokkina fanaria)            | Vasilīs Geōrgiadīs     | Candidato     |
| 1965 | Prodosia                                            | Kostas Manoussakis     | Non candidato |
| 1966 | Sangue sulla terra (To homa vaftike kokkino)        | Vasilīs Geōrgiadīs     | Candidato     |
| 1967 | Un corpo da amare (Dama spathi)                     | George Skalenakis      | Non candidato |
| 1969 | Koritsia ston ilio                                  | Vasilīs Geōrgiadīs     | Non candidato |
| 1976 | La recita (O Thiassos)                              | Theo Angelopoulos      | Non candidato |
| 1978 | Ifigenia (Ifigeneia)                                | Michael Cacoyannis     | Candidato     |
| 1982 | O anthropos me to garyfallo                         | Nikos Tzimas           | Non candidato |
| 1983 | Angelos                                             | Giorgos Katakouzinos   | Non candidato |
| 1988 | Theofilos                                           | Lakis Papastathis      | Non candidato |
| 1989 | Sti skia tou fovou                                  | Yiorgos Karypidis      | Non candidato |
| 1990 | Paesaggio nella nebbia (Topio stin omichli)         | Theo Angelopoulos      | Non candidato |
| 1991 | Erotas sti hourmadia                                | Stavros Tsiolis        | Non candidato |
| 1996 | Lo sguardo di Ulisse (To vlemma tou Odyssea)        | Theo Angelopoulos      | Non candidato |
| 1998 | La strage del gallo (I sfagi tou kokora)            | Andreas Pantzis        | Non candidato |
| 1999 | L'eternità e un giorno (Mia eoniotita kai mia mera) | Theo Angelopoulos      | Non candidato |
| 2000 | Città nuda (Apo tin akri tis polis)                 | Constantinos Giannaris | Non candidato |
| 2001 | Peppermint                                          | Costas Kapakas         | Non candidato |
| 2002 | Enas & enas                                         | Nikos Zapatinas        | Non candidato |
| 2003 | To monon tis zois tou taxeidion                     | Lakis Papastathis      | Non candidato |
| 2004 | Tha to metanioseis                                  | Katerina Evangelakou   | Non candidato |
| 2005 | Un tocco di zenzero (Politiki kouzina)              | Tassos Boulmetis       | Non candidato |
| 2007 | I Horodia tou Haritona                              | Grigoris Karantinakis  | Non candidato |
| 2008 | Eduart                                              | Angeliki Antoniou      | Non candidato |
| 2009 | Diorthosi                                           | Thanos Anastopoulos    | Non candidato |
| 2010 | Oi sklavoi sta desma tous                           | Adonis Lykouresis      | Non candidato |
| 2011 | Dogtooth (Κυνόδοντας)                               | Yorgos Lanthimos       | Candidato     |
| 2012 | Attenberg                                           | Athina Rachel Tsangari | Non candidato |
| 2013 | Adikos kosmos                                       | Filippos Tsitos        | Non candidato |
| 2014 | To agori troei to fagito tou pouliou                | Ektoras Lygizos        | Non candidato |
| 2015 | Mikra Anglia                                        | Pantelis Voulgaris     | Non candidato |
| 2016 | Pazza idea (Xenia)                                  | Panos H. Koutras       | Non candidato |
| 2017 | Chevalier                                           | Athina Rachel Tsangari | Non candidato |
| 2018 | Plateia Amerikis                                    | Yannis Sakaridis       | Non candidato |
| 2019 | Polyxeni                                            | Dora Masklavanou       | Non candidato |
| 2020 | Ótan o Vánkner Synántise tis Ntomátes               | Marianna Economou      | Non candidato |
| 2021 | Apples (Mīla)                                       | Chrīstos Nikou         | Non candidato |
| 2022 | Digger                                              | Georgis Grigorakis     | Non candidato |
| 2023 | Magnetic Fields (Μαγνητικά Πεδία)                   | Yorgos Gousis          | Non candidato |
| 2024 | Piso apo tis thimonies                              | Asimina Proedrou       | Non candidato |

| Non candidato | Il film è stato proposto dalla Grecia, ma non è stato candidato dall'Academy of Motion Picture Arts and Sciences. |
| Short-list    | Il film è entrato nella "short-list" stilata a gennaio dei nove candidati per l'Oscar al miglior film straniero.  |
| Candidato     | Il film è entrato a far parte dei cinque candidati per l'Oscar al miglior film straniero.                         |
| Vincitore     | Il film ha vinto l'Oscar al miglior film straniero.                                                               |